# أهل بن متاش (يافع)

تعديل مصدري - تعديل

أهل بن متاش هي إحدى قرى عزلة لبعوس بمديرية يافع التابعة لمحافظة لحج، بلغ تعداد سكانها 194 نسمة حسب تعداد اليمن لعام 2004.